# Diamantový fond Ruské federace

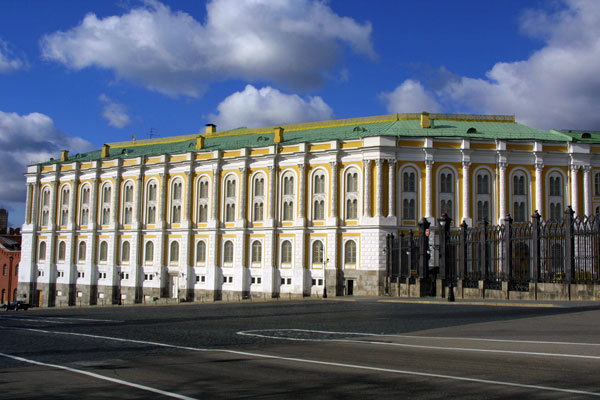
Zbrojnice moskevského Kremlu, v níž je dnes umístěna expozice Diamantového fondu

Diamantový fond Ruské federace (rusky Алмазный фонд Российской федерации, Almaznyj fond Rossijskoj federacii) je státní sbírka drahých kamenů, drahých ryzích kovů a šperků s vysokou uměleckou, materiální a historickou hodnotou ve vlastnictví Ruské federace. Nejvzácnější kusy sbírky jsou vystaveny pro veřejnost ve Zbrojní síni moskevského Kremlu.

## Dějiny

### Carské období
Za zakladatele Diamantového fondu se považuje ruský car Petr Veliký, který v roce 1719 vydal zákon, podle kterého ty nejvzácnější cennosti nesmí zůstat majetkem jedné (carské) rodiny, ale musí patřit celému Ruskému impériu. Založil tak sbírku složenou z těch nejvzácnějších carských pokladů.
Sbírka se rozrůstala neustále během panování všech následujících ruských carů. Její součástí se staly korunovační klenoty, státní vyznamenání, vzácné šperky, které příslušníci imperátorské rodiny používali jen při slavnostních příležitostech. Šperky a drahokamy kupovali panovníci prostřednictvím svých vyslanců po celém světě, nebo si je dávali vyrábět těm nejznámějšími šperkaři. Sbírka byla až do roku 1914 umístěna v tzv. briliantové komnatě Zimního paláce v Petrohradě, v srdci říše pod panovnického ochranou. Až během 1. světové války byla sbírka evakuována do Moskvy a uskladněna na 8 let ve sklepích Zbrojnice moskevského Kremlu. Podle záznamů expertů z roku 1922, kdy bylo provedeno komplexní ocenění zbytku dochované sbírky (část se ztratila a rozkradla během její evakuace z Petrohradu do Moskvy) si lze udělat představu o její vzácnosti a jedinečnosti: Většina z 271 předmětů pocházela z období panování Kateřiny II. (1762-1795) a Pavla I. (1796-1801) - celkem 110 kusů (40% sbírky), mezi nimiž se nacházely i světové unikáty. Například diamant "Orlov" s hmotností 182,62 karátu či přívěsek Kateřiny II. od švédského krále Gustava III. ve tvaru hroznu hroznů z růžového turmalínu s váhou téměř 261 karátů. Z období Petra Velikého (1689-1725) a Alžběty I. (1741-1761) pocházelo 52 kusů. Do období vlády Alexandra I. (1801-1825) a Mikuláše I. (1825-1855) spadalo 62 předmětů, z nich např. diamant "Šáh" s hmotností 88,70 karátu. 24 kusů pocházelo z let 1855-1894, tedy z dob panování Alexandra II., Alexandra III. a počátků vlády Mikuláše II. Z let 1900-1916 bylo 14 předmětů a u dalších předmětů nebyl s určitostí stanovený čas jejich vzniku. Celkově šlo o carské koruny, znaky carské moci (řetězy řádu sv. Ondřeje, žezla, jablka), hvězdy a kříže, diadémy, náhrdelníky, brože, medailony, jehlice a spony do vlasů, náušnice, náramky, tabatěrky, prsteny, množství knoflíků, nášivek na šaty a různých jiných cenností. Carské klenoty obsahovaly podle znalců přibližně 25 300 karátů briliantů, 1 000 karátů smaragdů, 1 700 karátů safírů, 6 000 karátů perel a množství rubínů, topazů, turmalínů, alexandritů, chryzoprasů, akvamarínů, berylů, chryzolitů, tyrkysů, ametystů, achátů, labradoritů, almandinů a dalších drahých kamenů.

### Sovětské období
Po bolševickém převratu v roce 1917 postihl unikátní sbírku tragický osud. V očích nových vládců Ruska byla tato sbírka zbytečným přepychem, kterým se carští vykořisťovatelé vysmívali dělnické třídě a tak, jak ke všem pokladům nashromážděným ruskou šlechtou, bylo ke sbírce přistupováno pouze jako ke zdroji peněz. Navíc, po občanské válce vypukl v Rusku v roce 1921 hladomor a získání peněz na potraviny pro sovětský stát se stalo prvořadým úkolem. Proto bylo rozhodnuto o prodeji cenností zahraničním zájemcům. V roce 1922 byly ve všech sovětských muzeích zřízené expertní komise, jejichž úkolem bylo vytipovat a ocenit nejhodnotnější předměty vhodné k prodeji. Ve stejném roce byl založen tzv. "Diamantový fond", přejmenovaný v roce 1924 na "Diamantový fond SSSR", jehož základem se staly poklady z carské sbírky v briliantové komnatě.
V roce 1925 byl vydán nabídkový prodejní katalog cenností carského dvora (koruny, svatební korunky, žezla, jablka, diadém a jiné šperky včetně Fabergého vajíček), který byl rozeslán majetným cizincům v SSSR. V roce 1926 byla část Diamantového fondu SSSR (přibližně 9 kilogramů šperků a drahých kamenů) prodána britskému antikvaristovi Normanu Waistovi za půl milionu rublů a ten je vzápětí prodal v aukční síni Christie's. Další předměty (7 imperátorských vajíček z dílny Fabergého a dalších 45 vzácných předmětů) byly stejnému kupci prodány v roce 1928. Z téměř 300 exemplářů zůstalo po těchto státních výprodejích ve sbírce Diamantového fondu SSSR pouze 71.
Postupem času se však pohled na historické poklady v SSSR začal měnit a stát se začal starat o jejich ochranu. Mnohé exempláře byly restaurovány a ošetřovány na nejvyšší kvalitativní úrovni ve specializovaných restaurátorských dílnách. K veřejnému vystavení sbírky došlo až v roce padesátého výročí Říjnové revoluce, v roce 1967. Zpočátku mělo jít o dočasnou výstavu, pro obrovský zájem a ojedinělou exkluzivitu však bylo rozhodnuto o stálé expozici s názvem "Diamantový fond". Dodnes je "Diamantový fond" stálou expozicí ve zbrojnici moskevského Kremlu. Sbírka však nikdy nebyla včleněna do muzea, její exponáty jsou součástí devizových rezerv státu a oficiálně ji spravuje Ministerstvo financí Ruské federace.

## Současný statut
V současnosti je Diamantový fond Ruské federace součástí "Státního fondu drahých kovů a drahokamů Ruské federace" (rusky Государственный фонд драгоценных металлов и драгоценных камней Российской федерации) a spravuje ho Ministerstvo financí Ruské federace. Jeho statut je upraven samostatným zákonem.
Diamantový fond Ruské federace tvoří unikátní ryzí drahé kovy (nugety), unikátní drahokamy a sbírka jedinečných klenotnických a jiných předmětů z drahých kovů a drahokamů. Podle platného zákona se do Diamantového fondu zařazují všechny nově objevené:
- Diamanty s hmotností 50 a více karátů, jakož i diamanty vyznačující se unikátní vlastností nebo souborem vlastností (forma, vzácná barva ve spojení s vysokou čistotou, charakter spojení a krystalografické rysy);
- Brilianty s hmotností 20 a více karátů, tak brilianty ojedinělé co do barvy, formy a kvality;
- Přírodní drahokamy - smaragdy, rubíny, safíry a alexandrity s hmotností 30 a více karátů

dále broušené drahokamy s hmotností 20 a více karátů, jakož i drahokamy ojedinělé co do barvy, formy a kvality;
- Unikátní přírodní perly v surovém či opracovaném stavu;
- Unikátní jantarové útvary;
- Nugety drahých kovů, které se vyznačují vzácně se vyskytujícími charakteristikami;
- Výjimečné klenotnické předměty z drahých kovů a drahokamů[4].

O začlenění předmětu do Diamantového fondu rozhoduje vláda Ruské federace. O vynětí předmětu ze sbírky Diamantového fondu rozhoduje prezident Ruské federace na základě návrhu vlády. Předměty sbírky se mohou využívat pouze pro výstavní účely a vědecký výzkum.

## Nejznámější exponáty
- Diamant "Orlov"
- Velká imperátorská koruna s rudým spinelem
- Brož Alžběty Alexejevny, ženy Alexandra I. s velkým tmavozeleným smaragdem
- Zlatý náramek Alžběty Alexejevny s plochým (tzv. portrétním) diamantem, který je největší na světě
- Zlatá brož Marie Alexandrovny, ženy Alexandra II. s brilianty a broušeným cejlonským safírem
- Chryzolit z egyptského ostrova Zabargat
- Diamant "Šáh" nebo také "Velký Mogul"